# Municipio de Farris
El municipio de Farris (en inglés: Farris Township) es un municipio ubicado en el condado de Stone en el estado estadounidense de Arkansas. En el año 2010 tenía una población de 368 habitantes y una densidad poblacional de 7,25 personas por km².

## Geografía
El municipio de Farris se encuentra ubicado en las coordenadas 35°56′45″N 92°22′0″O / 35.94583, -92.36667. Según la Oficina del Censo de los Estados Unidos, el municipio tiene una superficie total de 50.78 km², de la cual 50,78 km² corresponden a tierra firme y (0 %) 0 km² es agua.

## Demografía
Según el censo de 2010, había 368 personas residiendo en el municipio de Farris. La densidad de población era de 7,25 hab./km². De los 368 habitantes, el municipio de Farris estaba compuesto por el 96,2 % blancos, el 1,63 % eran amerindios, el 0,82 % eran de otras razas y el 1,36 % eran de una mezcla de razas. Del total de la población el 2,17 % eran hispanos o latinos de cualquier raza.